# Heads & Tales
Heads & Tales è il primo album del cantautore statunitense Harry Chapin, pubblicato dall'etichetta discografica Elektra l'11 marzo 1972.
L'album è prodotto da Jac Holzman. I brani sono interamente composti dall'interprete, mentre gli arrangiamenti sono curati da Fred Kewley.
Dal disco vengono tratti i singoli Taxi e Could You Put Your Light On, Please.

## Tracce

### Lato A
(Intitolato Heads)
1. Could You Put Your Light On, Please
2. Greyhound
3. Everybody's Lonely
4. Sometime, Somewhere Wife
5. Empty

### Lato B
(Intitolato Tales)
1. Taxi
2. Any Old Kind of Day
3. Dogtown
4. Same Sad Singer